# Estadio General Aboubacar Sangoulé Lamizana
El Estadio General Aboubacar Sangoulé Lamizana (en francés: Stade Général Aboubacar Sangoulé Lamizana) es un estadio multiusos utilizado principalmente para partidos de fútbol ubicado en la ciudad de Bobo-Dioulasso en Burkina Faso.

## Historia
Fue inaugurado en 1997 con el nombre Stade Omnisports de Bobo-Dioulasso para ser utilizado en la Copa Africana de Naciones 1998 en la que fue sede de ocho partidos del torneo, incluyendo uno de cuartos de final y uno de las semifinales.
Su primer partido oficial fue de la selección nacional en la Clasificación de CAF para la Copa Mundial de Fútbol de 1998 en la derrota por 2-4 ante Kenia, partido en el que ambos equipos ya estaban eliminados. Actualmente es la sede del RC Bobo Dioulasso.